# Công viên Planty ở Białystok

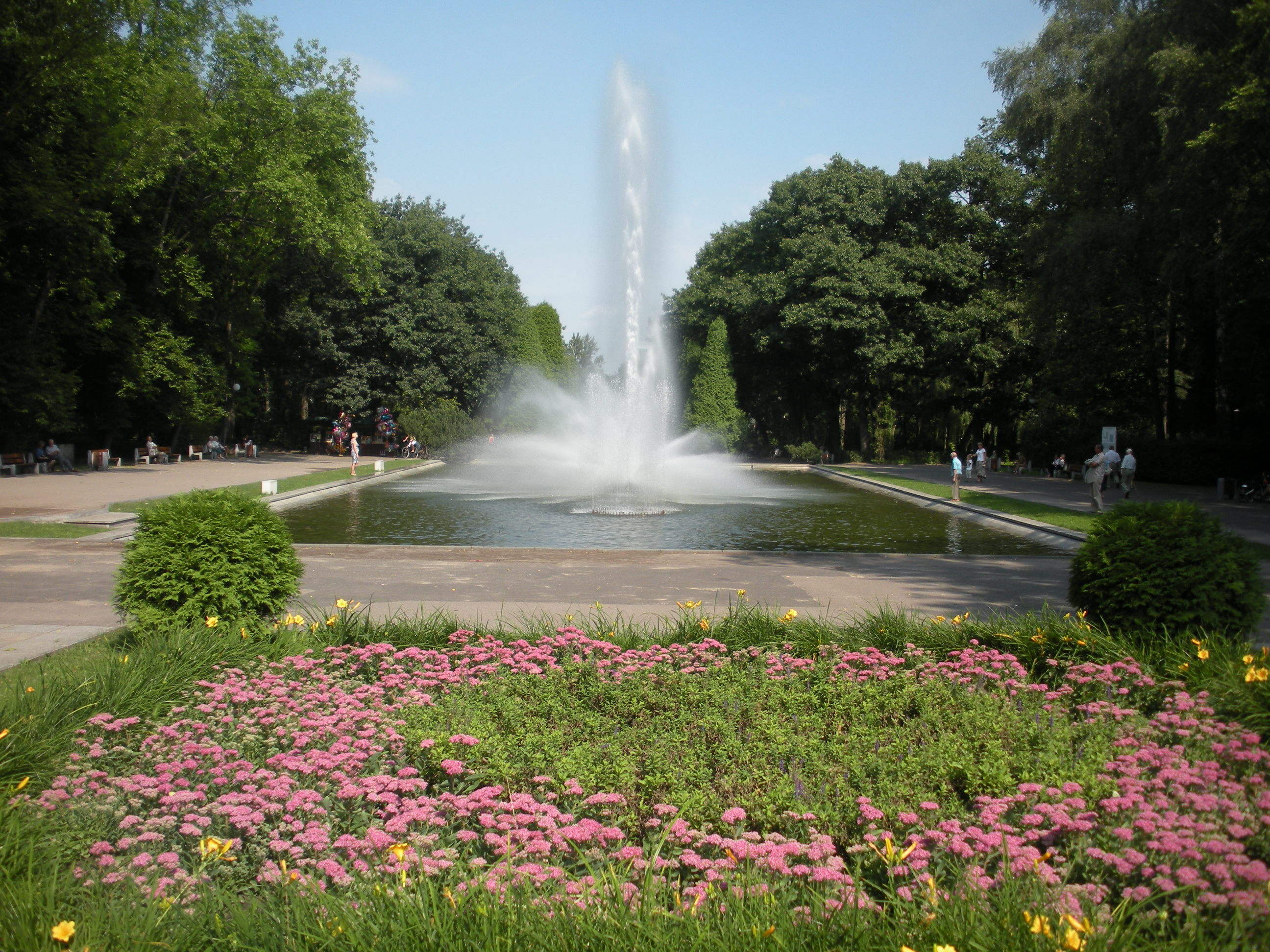
Công viên Planty ở Białystok, Ba Lan

Công viên Planty ở Białystok (tiếng Ba Lan: Park Planty) là một trong những công viên đẹp như tranh vẽ tọa lạc tại Phố Akademicka, Białystok, Ba Lan với diện tích 14,94 ha. Nhà quý tộc Marian Zyndram-Kościałkowski là người kiến nghị xây dựng công viên này và hiến 28 ha đất cho chính quyền thành phố vào năm 1933. Công viên có tên trong sổ đăng ký di tích.
Công viên Planty có một thiết kế độc đáo, đáng để khám phá và tham quan nơi đây. Ở đó có sự kết hợp hoàn hảo giữa nghệ thuật và bố trí cảnh quan tự nhiên. Công viên sở hữu thảm hoa hồng bắt mắt được phối màu một cách đầy nghệ thuật. Trung tâm công viên còn có một hồ nước hình chữ nhật kèm theo một đài phun nước. Gần hồ nước có tác phẩm điêu khắc "Những người phụ nữ" được chạm khắc bởi Stanisław Horno-Popławski. Ngoài ra, dọc lối đi công viên còn trưng bày bản sao tác phẩm điêu khắc "Chú chó Kawelin" của nghệ nhân Małgorzata Niedzielko.
Công viên còn nổi tiếng với nhiều loài cây lâu năm và các loài động vật dễ thương như: cây sồi Anh, cây sừng trâu, cây phong Na Uy cây thông, Vân sam Na Uy, cây bạch dương, sóc thông thường, chim gõ kiến, chim sẻ nhà, và chim bạc má lớn.
Công viên Planty đích thực là nơi thư giãn và giải trí tuyệt vời đối với cư dân cũng như du khách.

## Ảnh

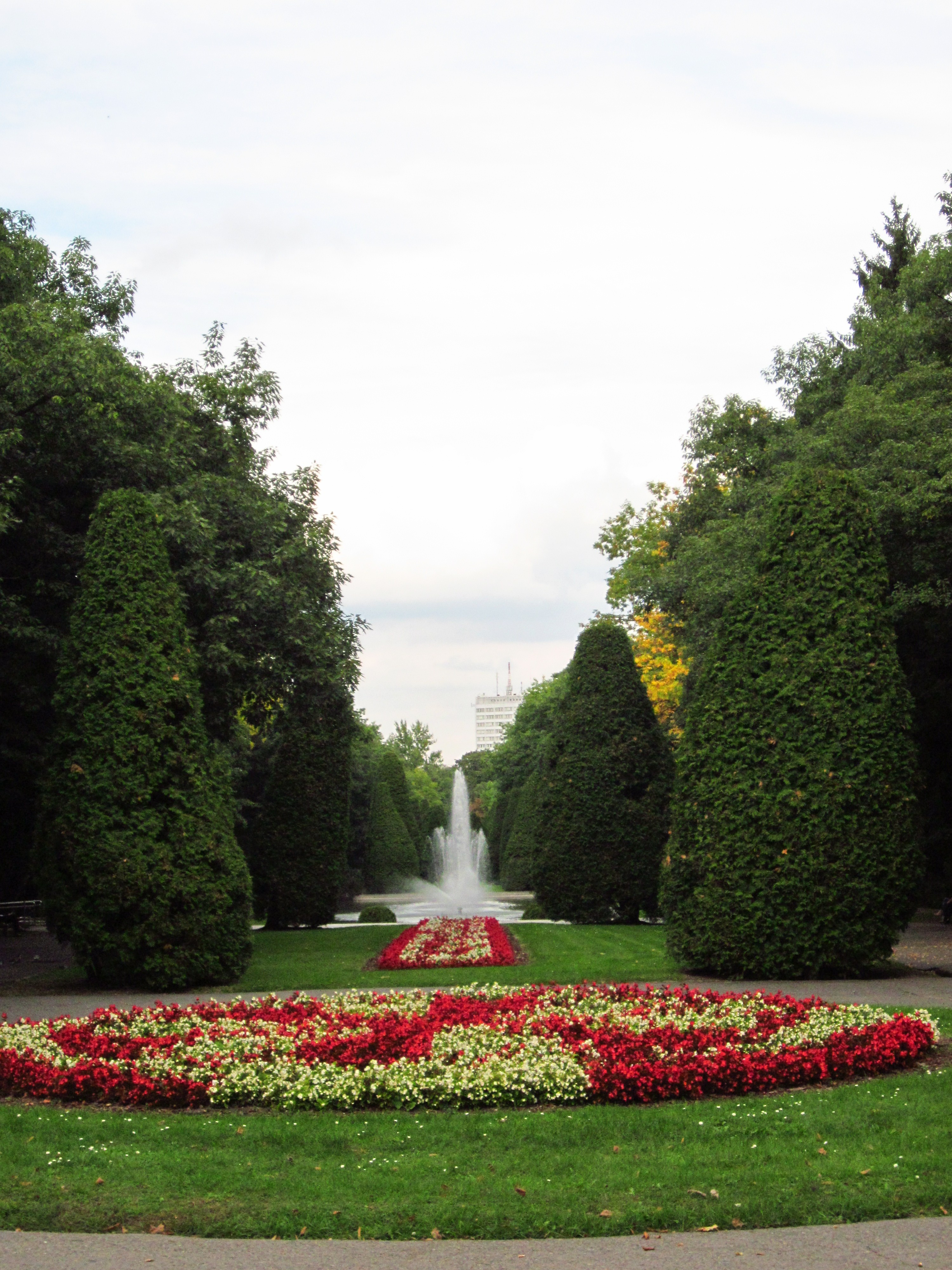
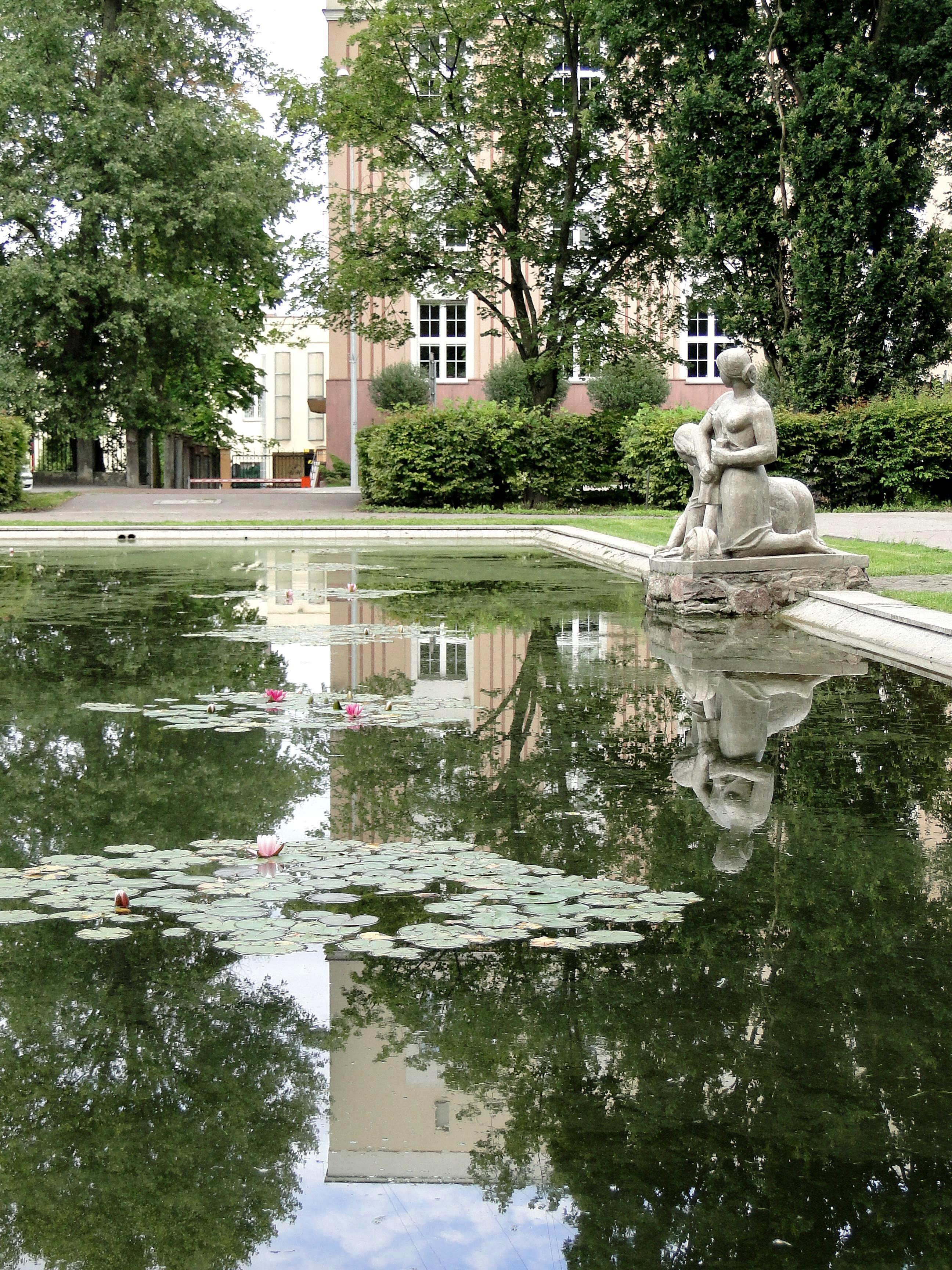
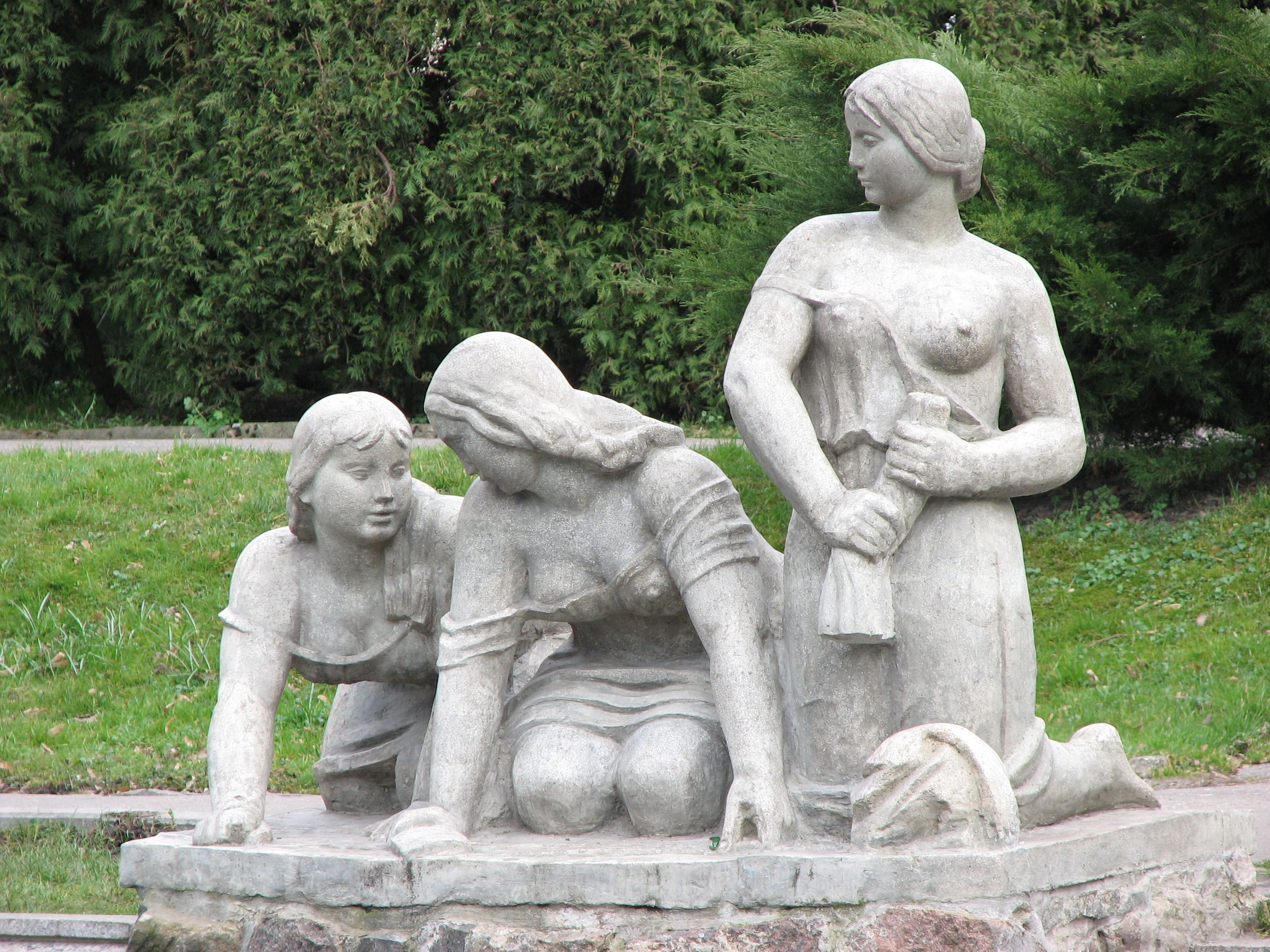
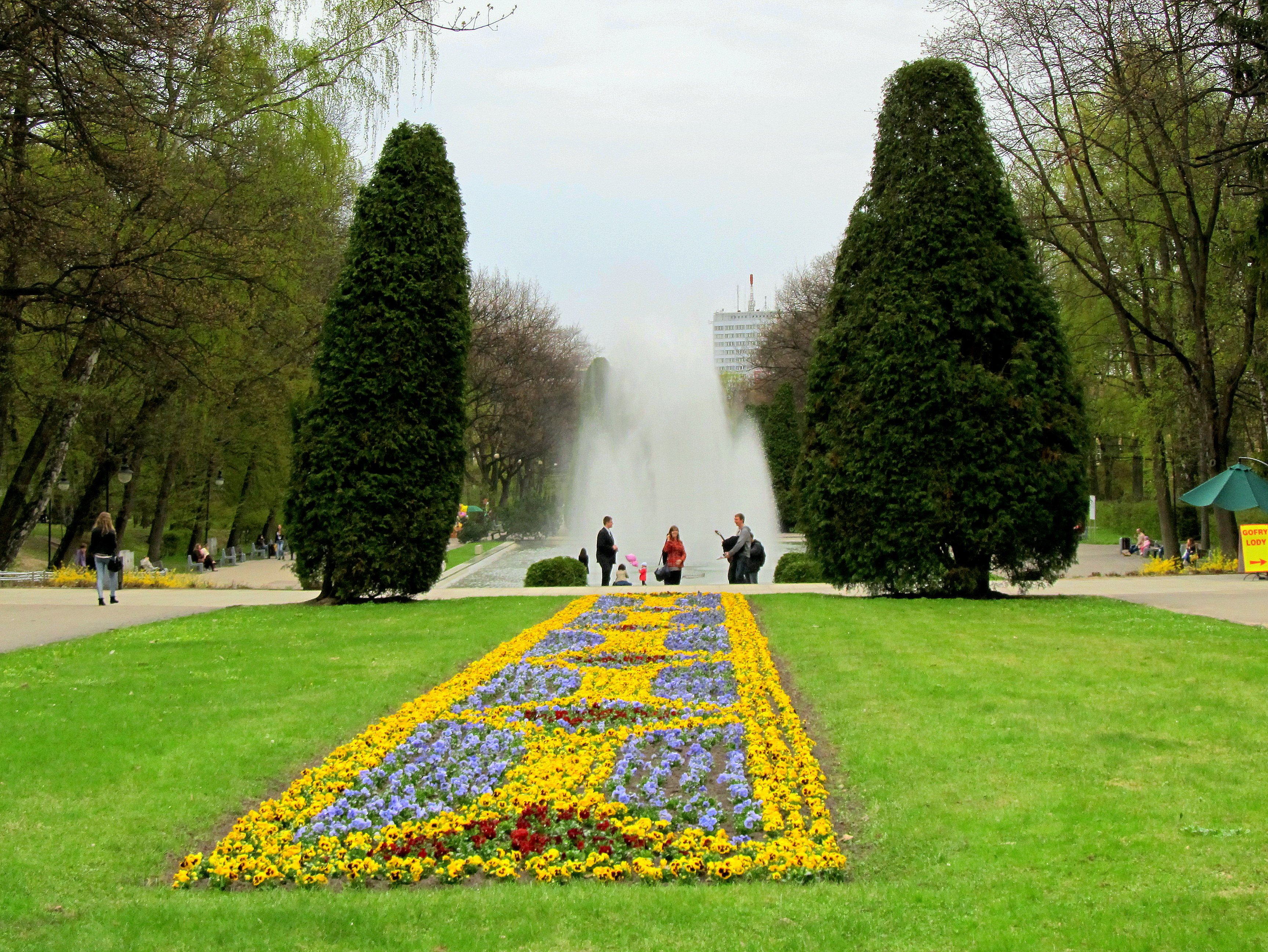
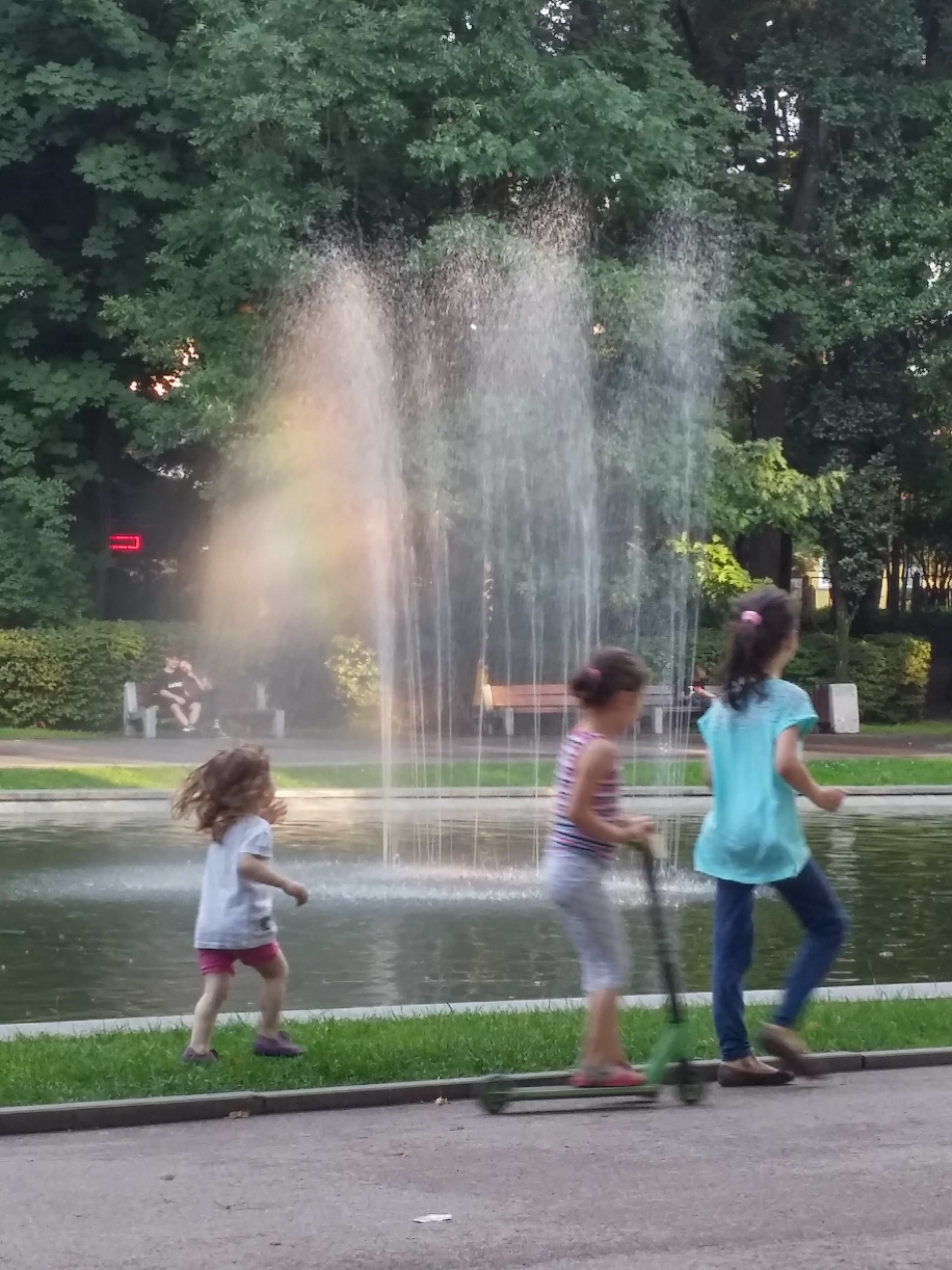
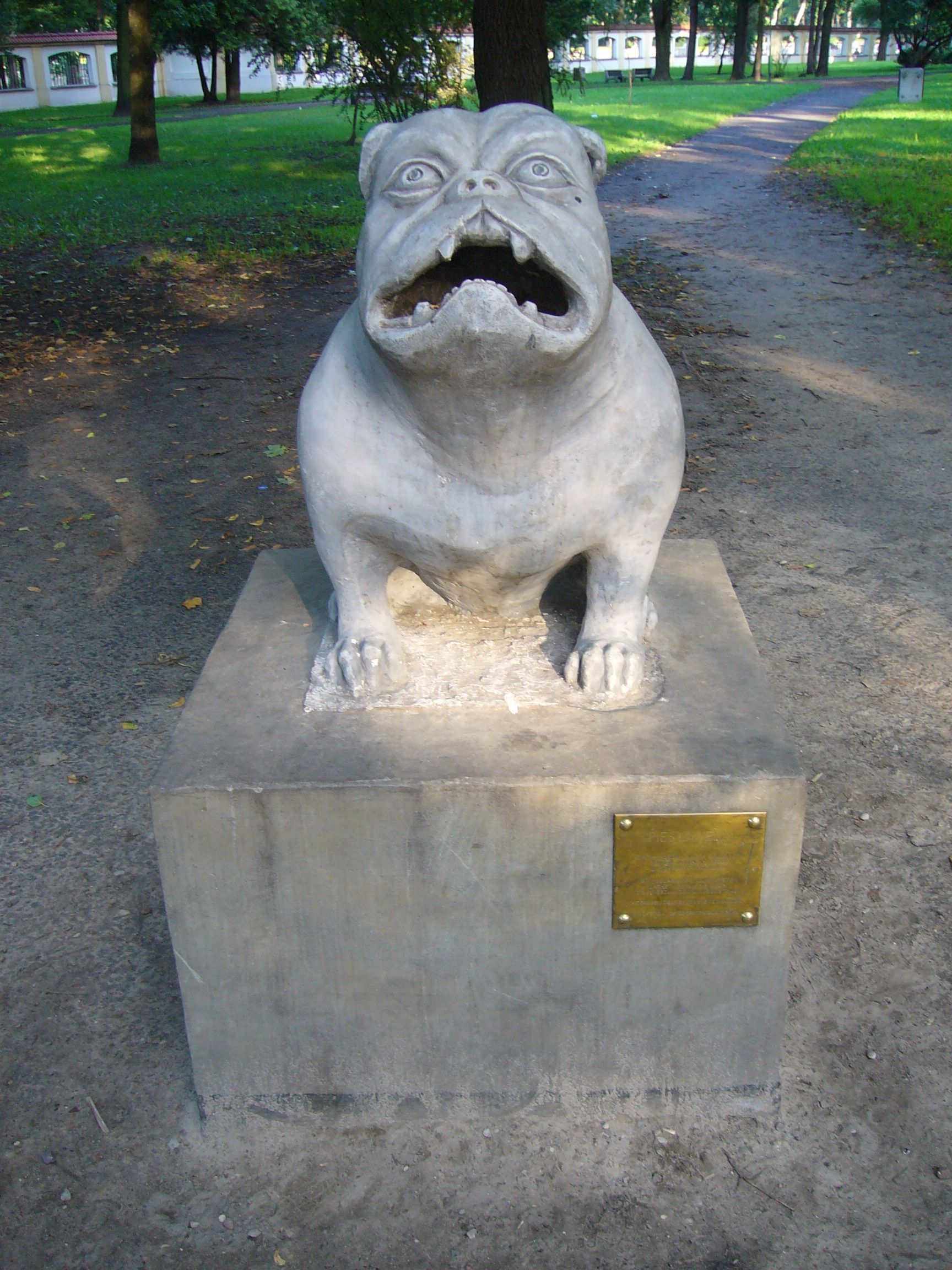
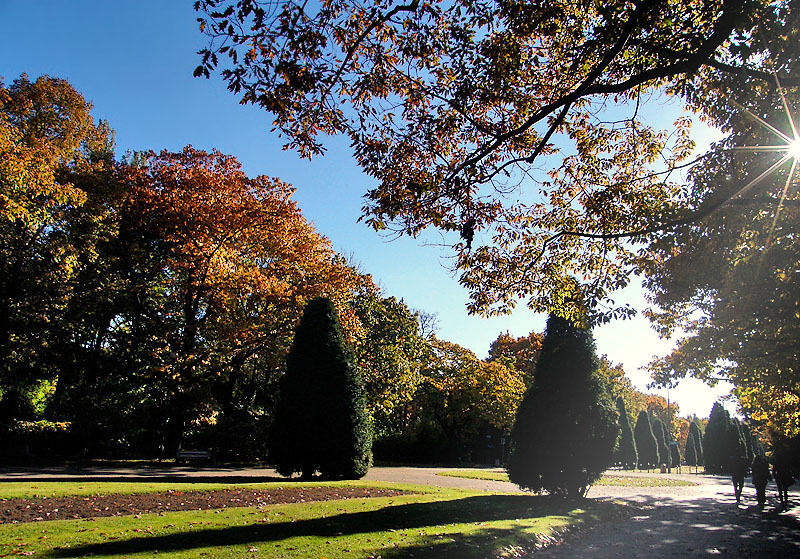
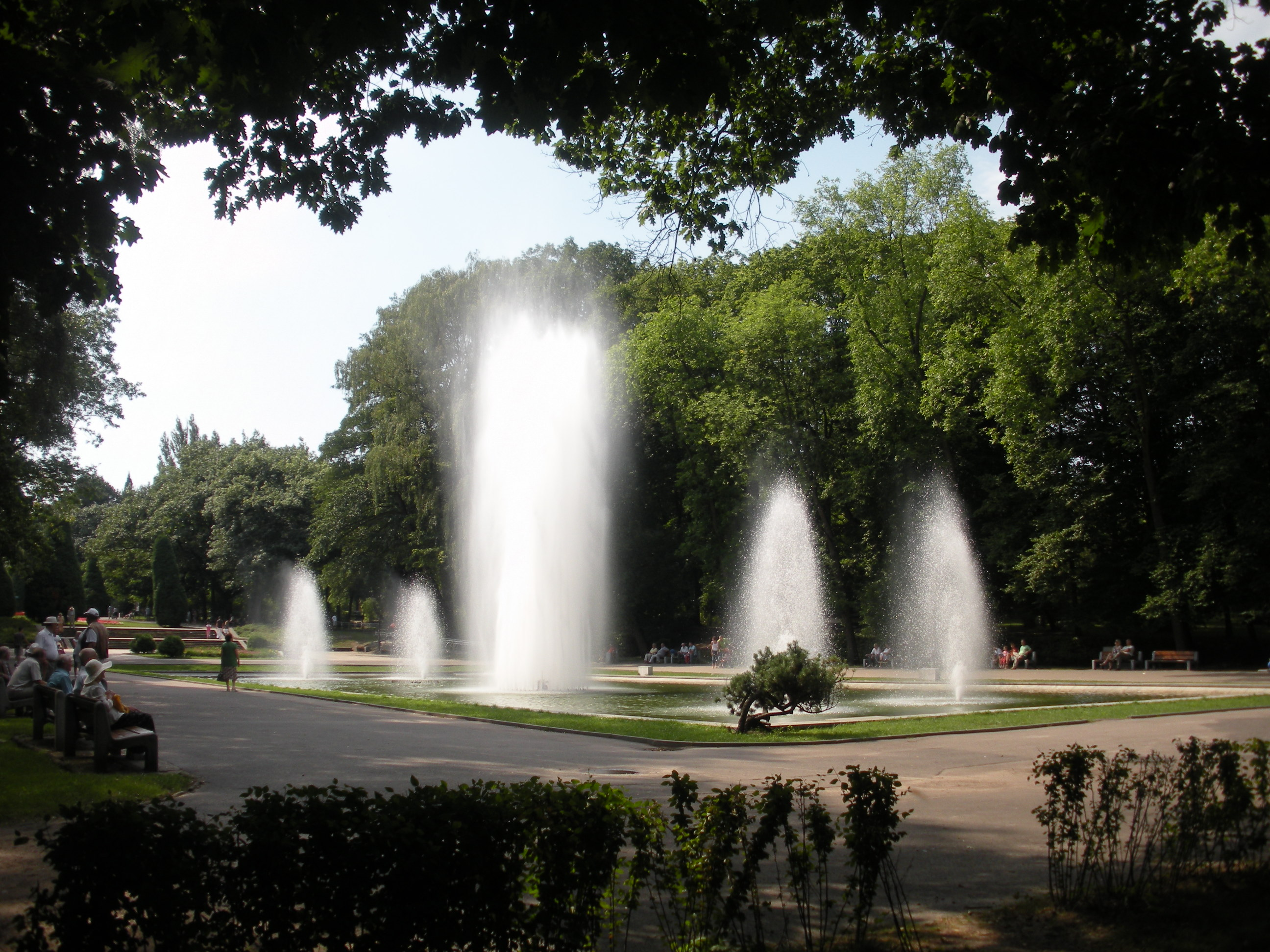